# أفيلينو تشافيس
أفيلينو تشافيس (بالإسبانية: Avelino Chaves Couto)‏ هو مدرب رياضة ولاعب كرة قدم إسباني، ولد في 26 يناير 1931 في فيرين في إسبانيا، وتوفي في 10 يناير 2021 في سرقسطة في إسبانيا.